# Santa Cecília (Torallola)
Santa Cecília és una partida rural constituïda per camps de conreu de secà del terme municipal de Conca de Dalt, a l'antic terme de Toralla i Serradell, al Pallars Jussà, en territori del poble de Torallola.
Està situat a migdia de Torallola, a l'espai entre el barranc de Santa Cecília (sud-oest) i el barranc de Comellar (nord-est). És a llevant de Sant Roc, al sud-est del Toll de Pera i al nord-oest de l'ermita de Santa Cecília, al nord de la Pista de Torallola. És a migdia de l'extrem nord-occidental del Serrat de Castellets.